# Betrouwbaarheid (statistiek)
Betrouwbaarheid is in statistische toepassingen de mate waarin een meting vrij is van meetfouten.
Een score op een test (bijvoorbeeld een vragenlijst, een bloedtest, een MRI-test, etc.) bestaat volgens de klassieke testtheorie uit twee delen: de betrouwbare score en een meetfout. Betrouwbaarheid en meetnauwkeurigheid zijn aanverwante begrippen. De belangrijkste toetssteen voor nauwkeurigheid en betrouwbaarheid is dat bij hermeting ongeveer hetzelfde resultaat wordt opgetekend. De test-hertest-methode is dan een veelgebruikte methode om de betrouwbaarheid te schatten. Hierbij wordt er een correlatie berekend tussen scores op twee of meer testafnames. Er wordt dan wel de aanname gedaan dat de tests dezelfde statistische eigenschappen bezitten.
Als er slechts één testafname is, dan is het uitsluitend mogelijk de ondergrens van de betrouwbaarheid te schatten. Voor een vragenlijst met minimaal drie vragen kan gebruikgemaakt worden van bijvoorbeeld Cronbachs alfa of Guttmanns lambda-2.
Betrouwbaarheid garandeert niet de validiteit van de meting. Echter, een hoge betrouwbaarheid is een voorwaarde voor validiteit.
De betrouwbaarheid van een meting kan op verschillende wijzen worden gedefinieerd. Een definitie luidt: betrouwbaarheid geeft de mate aan waarin meetresultaten een afspiegeling zijn van de te meten variabele. Een andere definitie luidt: betrouwbaarheid geeft de mate aan waarin metingen vrij zijn van de invloed van toevallige factoren. Beide definities komen op hetzelfde neer. De betrouwbaarheid wordt als een verhouding van twee varianties uitgedrukt:
{\displaystyle r_{xx}={\frac {\sigma ^{2}(T)}{\sigma ^{2}(X)}}}
Hier is {\displaystyle r_{xx}} het symbool voor betrouwbaarheid, {\displaystyle \sigma ^{2}(T)} voor de variantie van de betrouwbare score (T van het Engelse 'True score'), en {\displaystyle \sigma ^{2}(X)} de variantie van de geobserveerde score {\displaystyle X}.
Zoals eerder werd genoemd, wordt de betrouwbaarheid vaak geschat door de correlatiecoëfficient te berekenen voor twee testafnames. Correlaties kunnen normaal gesproken liggen tussen de waarden -1 en +1. De betrouwbaarheid is zoals hierboven te zien is uit te drukken als de breuk van twee varianties. Omdat varianties alleen positieve waarden aan kunnen nemen, zal de betrouwbaarheid dus (in theorie) altijd liggen tussen de 0 en de 1.
Bij de minimale waarde van de betrouwbaarheid (0) zijn de meetresultaten volledig onbetrouwbaar, scores worden alleen door toevallige factoren bepaald. Bij de waarde 1 zijn de toevalsfactoren volledig uitgeschakeld.
Tegenover de toevallige factoren staan de niet-toevallige factoren (systematische factoren) die al dan niet gebonden zijn aan de onderzoekssituatie of het gebruikte meetinstrument. Systematische fouten (bias) komen niet tot uitdrukking in een betrouwbaarheidscoëfficient.

## Geodesie
In de geodesie wordt met statistische betrouwbaarheid de mate van gecontroleerdheid van een meting aangeduid en bepaalt samen met de precisie de geometrische kwaliteit. De precisie kan gespecificeerd worden met de waarde van de standaardafwijking of met het 95%-interval (van 2× de standardafwijking er af tot 2× er bij). Voor de uit de metingen berekende 2D coördinaten is het 95%-interval een ellips. De betrouwbaarheid van de metingen kan gespecificeerd worden met de grenswaarde (minimal detectable bias). De grenswaarde is de kleinste fout in een meting die door de controle met de andere meetwaarden opgespoord kan worden. Dit wordt de inwendige betrouwbaarheid genoemd. De invloed van een fout in een meting ter grootte van de grenswaarde op de berekende vereffende coördinaten wordt beschreven door de verstoringsfactor (bias to noise ratio). Dit wordt de uitwendige betrouwbaarheid genoemd.